# Trà Giang, Hưng Yên
Trà Giang là một xã thuộc tỉnh Hưng Yên, Việt Nam.

## Địa lý
Xã Trà Giang nằm ở phía đông nam của tỉnh Hưng Yên, có vị trí địa lý:
- Phía đông giáp xã Nam Thái Ninh.
- Phía nam giáp xã Lê Lợi.
- Phía tây nam giáp xã Bình Nguyên.
- Phía bắc và đông bắc giáp xã Tây Thái Ninh và xã Bắc Thái Ninh.

## Lịch sử
Ngày 16 tháng 6 năm 2025, Ủy ban Thường vụ Quốc hội ban hành Nghị quyết số 1666/NQ-UBTVQH15 về việc sắp xếp các đơn vị hành chính cấp xã của tỉnh Hưng Yên năm 2025. Theo đó, sắp xếp toàn bộ diện tích tự nhiên, quy mô dân số của các xã Hồng Thái, Quốc Tuấn và Trà Giang thành xã mới có tên gọi là xã Trà Giang.